# Tistronskär (Värmdö kommun)

Tistronskär är en ö i Stockholms skärgård i Nämdö socken och Värmdö kommun. 
Den ligger öster om Gillinge, Skoboradens sydligaste ö, till vilken den historiskt har tillhört. År 1910 sålde Frans Öhman på Långviksskär, som hade arvsrätt till områden på Gillinge, de obebodda öarna Tistronskär och Vånö till generalkonsul Kurt Horngren för 3000 kronor. Året därpå uppfördes en jaktstuga på Tistronskär, ritad i nationalromantisk stil av Göteborgsarkitekten Arvid Bjerke. Horngrens son blev helårsboende på Tistronskär 1933. Ön uppmärksammades 1953 då nästa generation Horngren, under en tid då allt fler skärgårdsöar övergavs, valde att bosätta sig som fastboende på ön. Familjen är ännu bosatt här och har bland annat drivit fiskodling på Vånö. 
På Tistronskär finns ett utkikstorn, som består av skorstenen från ångaren Hammarby som förliste utanför Biskopsön 1927. Namnets förled, 'tistron', är vanligt i skärgårdsnamn och är ett dialektalt ord för vilda svarta vinbär. Eftersom bären inte växer på ön och skäret på äldre kartor även benämnts Tistrumskär kan namnet vara en sentida förvanskning. 
På Gillinge östra sida ligger förutom Tistronskär öarna Tordmulen (namngiven efter fågeln), Segelgrundet, Gräskobben, Tallkobben och Öhmansköl (familjen Öhman var länge bosatta på Gillinge). Österut, på andra sidan Biskopsöfjärden, ligger Biskopsön. 